# Brani musicali di Caparezza
Questa che segue è la lista dei brani musicali di Caparezza, rapper e cantautore italiano, realizzati e pubblicati tra il 2000 e il 2021.
In essa sono presenti anche i brani incisi tra il 1996 e il 1998, periodo nel quale il rapper era conosciuto come Mikimix.
| Titolo                                  | Anno | Incisione                  | Autore                                                                    | Note                                                            |
| --------------------------------------- | ---- | -------------------------- | ------------------------------------------------------------------------- | --------------------------------------------------------------- |
| Tengo duro                              | 1996 | Tengo duro                 | Mikimix, Matteo Bonsanto, Giovanni Bianchi, Ugo Bolzoni                   | pubblicato come Mikimix                                         |
| Succede solo nei film                   | 1996 | Tengo duro                 | Mikimix, Matteo Bonsanto, Giovanni Bianchi, Ugo Bolzoni                   | pubblicato come Mikimix                                         |
| Bella bionda (doppio malto)             | 1996 | Tengo duro                 | Mikimix, Giovanni Bianchi, Ugo Bolzoni, Franco Vavassori                  | pubblicato come Mikimix                                         |
| Gioioso sorriso                         | 1996 | Tengo duro                 | Mikimix, Matteo Bonsanto, Giovanni Bianchi, Ugo Bolzoni                   | pubblicato come Mikimix                                         |
| Zanza la zanzara                        | 1996 | Tengo duro                 | Mikimix, Matteo Bonsanto, Giovanni Bianchi, Ugo Bolzoni                   | pubblicato come Mikimix                                         |
| Boom cha                                | 1996 | Tengo duro                 | Mikimix, Matteo Bonsanto, Giovanni Bianchi, Ugo Bolzoni                   | pubblicato come Mikimix                                         |
| Donne in minigonne                      | 1996 | Tengo duro                 | Mikimix, Matteo Bonsanto, Giovanni Bianchi, Ugo Bolzoni                   | pubblicato come Mikimix                                         |
| Ti voglio meglio                        | 1996 | Tengo duro                 | Mikimix, Matteo Bonsanto, Giovanni Bianchi, Ugo Bolzoni                   | pubblicato come Mikimix                                         |
| Attenti al farmaco                      | 1996 | Tengo duro                 | Mikimix, Matteo Bonsanto, Giovanni Bianchi, Ugo Bolzoni                   | pubblicato come Mikimix                                         |
| Succede solo nei film (da protagonista) | 1996 | Tengo duro                 | Mikimix, Matteo Bonsanto, Giovanni Bianchi, Ugo Bolzoni                   | pubblicato come Mikimix                                         |
| E la notte se ne va                     | 1997 | La mia buona stella        | Mikimix, Matteo Bonsanto, Giovanni Bianchi, Ugo Bolzoni                   | pubblicato come Mikimix                                         |
| La mia buona stella                     | 1997 | La mia buona stella        | Mikimix, Matteo Bonsanto, Giovanni Bianchi, Ugo Bolzoni                   | pubblicato come Mikimix                                         |
| Che c'è di buono in me                  | 1997 | La mia buona stella        | Mikimix, Matteo Bonsanto, Giovanni Bianchi, Ugo Bolzoni                   | pubblicato come Mikimix                                         |
| Geronimo                                | 1997 | /                          | Mikimix, Matteo Bonsanto, Giovanni Bianchi, Ugo Bolzoni                   | con Angie; pubblicato come Mikimix                              |
| Vorrei che questo fosse il paradiso     | 1998 | /                          | Mikimix, Matteo Bonsanto, Franco Vavassori                                | pubblicato come Mikimix                                         |
| Intro                                   | 2000 | ?!                         | Michele Salvemini                                                         |                                                                 |
| Mea culpa                               | 2000 | ?!                         | Michele Salvemini                                                         |                                                                 |
| Tutto ciò che c'è                       | 2000 | ?!                         | Michele Salvemini                                                         |                                                                 |
| Mammiamiamamma                          | 2000 | ?!                         | Michele Salvemini                                                         |                                                                 |
| La gente originale                      | 2000 | ?!                         | Michele Salvemini                                                         |                                                                 |
| Il conflitto                            | 2000 | ?!                         | Michele Salvemini                                                         |                                                                 |
| Fuck the violenza                       | 2000 | ?!                         | Michele Salvemini                                                         |                                                                 |
| Ti clonerò                              | 2000 | ?!                         | Michele Salvemini                                                         |                                                                 |
| La fitta sassaiola dell'ingiuria        | 2000 | ?!                         | Michele Salvemini                                                         |                                                                 |
| Chi c*zzo me lo                         | 2000 | ?!                         | Michele Salvemini                                                         |                                                                 |
| Mi è impossibile                        | 2000 | ?!                         | Michele Salvemini                                                         |                                                                 |
| Uomini di molta fede                    | 2000 | ?!                         | Michele Salvemini                                                         |                                                                 |
| Cammina solo                            | 2000 | ?!                         | Michele Salvemini                                                         |                                                                 |
| Dindalè dindalò                         | 2000 | ?!                         | Michele Salvemini                                                         |                                                                 |
| Il secondo secondo me                   | 2003 | Verità supposte            | Michele Salvemini                                                         |                                                                 |
| Nessuna razza                           | 2003 | Verità supposte            | Michele Salvemini                                                         |                                                                 |
| La legge dell'ortica                    | 2003 | Verità supposte            | Michele Salvemini                                                         |                                                                 |
| Stango e sbronzo                        | 2003 | Verità supposte            | Michele Salvemini                                                         |                                                                 |
| Limiti                                  | 2003 | Verità supposte            | Michele Salvemini                                                         |                                                                 |
| Vengo dalla Luna                        | 2003 | Verità supposte            | Michele Salvemini                                                         | con Diego Perrone                                               |
| Dagli all'untore                        | 2003 | Verità supposte            | Michele Salvemini                                                         |                                                                 |
| Fuori dal tunnel                        | 2003 | Verità supposte            | Michele Salvemini                                                         |                                                                 |
| Giuda me                                | 2003 | Verità supposte            | Michele Salvemini                                                         |                                                                 |
| Nel Paese dei balordi                   | 2003 | Verità supposte            | Michele Salvemini                                                         |                                                                 |
| L'età dei figuranti                     | 2003 | Verità supposte            | Michele Salvemini                                                         |                                                                 |
| Follie preferenziali                    | 2003 | Verità supposte            | Michele Salvemini                                                         |                                                                 |
| Dualismi                                | 2003 | Verità supposte            | Michele Salvemini                                                         |                                                                 |
| Jodellavitanonhocapitouncazzo           | 2003 | Verità supposte            | Michele Salvemini                                                         |                                                                 |
| La sindrome di Lorena                   | 2003 | Verità supposte            | Michele Salvemini                                                         | traccia multimediale                                            |
| Mors mea tacci tua                      | 2006 | Habemus Capa               | Michele Salvemini                                                         |                                                                 |
| Annunciatemi al pubblico                | 2006 | Habemus Capa               | Michele Salvemini                                                         |                                                                 |
| Torna Catalessi                         | 2006 | Habemus Capa               | Michele Salvemini                                                         |                                                                 |
| Gli insetti del podere                  | 2006 | Habemus Capa               | Michele Salvemini                                                         |                                                                 |
| Dalla parte del toro                    | 2006 | Habemus Capa               | Michele Salvemini                                                         |                                                                 |
| Ninna nanna di Mazzarò                  | 2006 | Habemus Capa               | Michele Salvemini                                                         |                                                                 |
| Il silenzio dei colpevoli               | 2006 | Habemus Capa               | Michele Salvemini                                                         |                                                                 |
| Profilo psichico                        | 2006 | Habemus Capa               | Michele Salvemini                                                         |                                                                 |
| La mia parte intollerante               | 2006 | Habemus Capa               | Michele Salvemini                                                         | con Gennaro Cosmo Parlato                                       |
| Inno verdano                            | 2006 | Habemus Capa               | Michele Salvemini                                                         |                                                                 |
| Epocalisse                              | 2006 | Habemus Capa               | Michele Salvemini                                                         |                                                                 |
| Tii-yan                                 | 2006 | Habemus Capa               | Michele Salvemini                                                         |                                                                 |
| The Auditels Family                     | 2006 | Habemus Capa               | Michele Salvemini                                                         |                                                                 |
| Ti giri                                 | 2006 | Habemus Capa               | Michele Salvemini                                                         |                                                                 |
| Titoli                                  | 2006 | Habemus Capa               | Michele Salvemini                                                         |                                                                 |
| Felici ma trimoni                       | 2006 | Habemus Capa               | Michele Salvemini                                                         |                                                                 |
| Sssaasss                                | 2006 | Habemus Capa               | Michele Salvemini                                                         |                                                                 |
| Sono troppo stitico                     | 2006 | Habemus Capa               | Michele Salvemini                                                         |                                                                 |
| Habemus Capa                            | 2006 | Habemus Capa               | Michele Salvemini                                                         |                                                                 |
| La rivoluzione del sessintutto          | 2008 | Le dimensioni del mio caos | Michele Salvemini                                                         |                                                                 |
| Ulisse (You Listen)                     | 2008 | Le dimensioni del mio caos | Michele Salvemini                                                         | con i Ministri                                                  |
| Non mettere le mani in tasca            | 2008 | Le dimensioni del mio caos | Michele Salvemini                                                         |                                                                 |
| Pimpami la storia                       | 2008 | Le dimensioni del mio caos | Michele Salvemini                                                         |                                                                 |
| Ilaria condizionata                     | 2008 | Le dimensioni del mio caos | Michele Salvemini                                                         |                                                                 |
| La grande opera                         | 2008 | Le dimensioni del mio caos | Michele Salvemini                                                         |                                                                 |
| Vieni a ballare in Puglia               | 2008 | Le dimensioni del mio caos | Michele Salvemini                                                         | con Al Bano (solo nella versione utilizzata nel video musicale) |
| Abiura di me                            | 2008 | Le dimensioni del mio caos | Michele Salvemini                                                         |                                                                 |
| Cacca nello spazio                      | 2008 | Le dimensioni del mio caos | Michele Salvemini                                                         |                                                                 |
| Il circo delle pantegane                | 2008 | Le dimensioni del mio caos | Michele Salvemini                                                         |                                                                 |
| Un vero uomo dovrebbe lavare i piatti   | 2008 | Le dimensioni del mio caos | Michele Salvemini                                                         |                                                                 |
| Io diventerò qualcuno                   | 2008 | Le dimensioni del mio caos | Michele Salvemini                                                         |                                                                 |
| Eroe (storia di Luigi delle Bicocche)   | 2008 | Le dimensioni del mio caos | Michele Salvemini                                                         |                                                                 |
| Bonobo Power                            | 2008 | Le dimensioni del mio caos | Michele Salvemini                                                         |                                                                 |
| Nessun dorma                            | 2011 | Il sogno eretico           | Renato Simoni, Giuseppe Adami, Giacomo Puccini                            |                                                                 |
| Tutti dormano                           | 2011 | Il sogno eretico           | Michele Salvemini                                                         |                                                                 |
| Chi se ne frega della musica            | 2011 | Il sogno eretico           | Michele Salvemini                                                         |                                                                 |
| Il dito medio di Galileo                | 2011 | Il sogno eretico           | Michele Salvemini                                                         |                                                                 |
| Sono il tuo sogno eretico               | 2011 | Il sogno eretico           | Michele Salvemini                                                         |                                                                 |
| Cose che non capisco                    | 2011 | Il sogno eretico           | Michele Salvemini                                                         |                                                                 |
| Goodbye Malinconia                      | 2011 | Il sogno eretico           | Michele Salvemini, Tony Hadley                                            | con Tony Hadley                                                 |
| La marchetta di Popolino                | 2011 | Il sogno eretico           | Michele Salvemini                                                         |                                                                 |
| La fine di Gaia                         | 2011 | Il sogno eretico           | Michele Salvemini                                                         |                                                                 |
| House Credibility                       | 2011 | Il sogno eretico           | Michele Salvemini                                                         |                                                                 |
| Kevin Spacey                            | 2011 | Il sogno eretico           | Michele Salvemini                                                         |                                                                 |
| Legalize the Premier                    | 2011 | Il sogno eretico           | Michele Salvemini, Alberto D'Ascola, Clifton Dillon                       | con Alborosie                                                   |
| Messa in moto                           | 2011 | Il sogno eretico           | Michele Salvemini                                                         | con Diego Perrone                                               |
| Non siete Stato voi                     | 2011 | Il sogno eretico           | Michele Salvemini                                                         |                                                                 |
| La ghigliottina                         | 2011 | Il sogno eretico           | Michele Salvemini                                                         |                                                                 |
| Ti sorrido mentre affogo                | 2011 | Il sogno eretico           | Michele Salvemini                                                         |                                                                 |
| Lottavo, capitolo                       | 2011 | Il sogno eretico           | Michele Salvemini                                                         | traccia bonus digitale                                          |
| Canzone all'entrata                     | 2014 | Museica                    | Michele Salvemini                                                         |                                                                 |
| Avrai ragione tu (ritratto)             | 2014 | Museica                    | Michele Salvemini                                                         |                                                                 |
| Mica van Gogh                           | 2014 | Museica                    | Michele Salvemini                                                         |                                                                 |
| Non me lo posso permettere              | 2014 | Museica                    | Michele Salvemini                                                         |                                                                 |
| Figli d'arte                            | 2014 | Museica                    | Michele Salvemini                                                         |                                                                 |
| Comunque dada                           | 2014 | Museica                    | Michele Salvemini                                                         |                                                                 |
| Giotto beat                             | 2014 | Museica                    | Michele Salvemini                                                         |                                                                 |
| Cover                                   | 2014 | Museica                    | Michele Salvemini                                                         |                                                                 |
| China Town                              | 2014 | Museica                    | Michele Salvemini                                                         |                                                                 |
| Canzone a metà                          | 2014 | Museica                    | Michele Salvemini                                                         |                                                                 |
| Teste di Modì                           | 2014 | Museica                    | Michele Salvemini                                                         |                                                                 |
| Argenti vive                            | 2014 | Museica                    | Michele Salvemini                                                         |                                                                 |
| Compro horror                           | 2014 | Museica                    | Michele Salvemini                                                         |                                                                 |
| Kitaro                                  | 2014 | Museica                    | Michele Salvemini, Mizuki Shigeru, Tako Izumi                             |                                                                 |
| Troppo politico                         | 2014 | Museica                    | Michele Salvemini                                                         |                                                                 |
| Sfogati                                 | 2014 | Museica                    | Michele Salvemini                                                         |                                                                 |
| Fai da tela                             | 2014 | Museica                    | Michele Salvemini                                                         | con Diego Perrone                                               |
| È tardi                                 | 2014 | Museica                    | Michele Salvemini, Michael Franti                                         | con Michael Franti                                              |
| Canzone all'uscita                      | 2014 | Museica                    | Michele Salvemini                                                         |                                                                 |
| Prosopagnosia                           | 2017 | Prisoner 709               | Michele Salvemini                                                         | con John De Leo                                                 |
| Prisoner 709                            | 2017 | Prisoner 709               | Michele Salvemini                                                         |                                                                 |
| La caduta di Atlante                    | 2017 | Prisoner 709               | Michele Salvemini                                                         |                                                                 |
| Forever Jung                            | 2017 | Prisoner 709               | Michele Salvemini, Darryl Matthews McDaniels                              | con DMC                                                         |
| Confusianesimo                          | 2017 | Prisoner 709               | Michele Salvemini                                                         |                                                                 |
| Il testo che avrei voluto scrivere      | 2017 | Prisoner 709               | Michele Salvemini                                                         |                                                                 |
| Una chiave                              | 2017 | Prisoner 709               | Michele Salvemini                                                         |                                                                 |
| Ti fa stare bene                        | 2017 | Prisoner 709               | Michele Salvemini                                                         |                                                                 |
| Migliora la tua memoria con un click    | 2017 | Prisoner 709               | Michele Salvemini, Max Gazzè                                              | con Max Gazzè                                                   |
| Larsen                                  | 2017 | Prisoner 709               | Michele Salvemini                                                         |                                                                 |
| Sogno di potere                         | 2017 | Prisoner 709               | Michele Salvemini                                                         |                                                                 |
| L'uomo che premette                     | 2017 | Prisoner 709               | Michele Salvemini                                                         |                                                                 |
| Minimoog                                | 2017 | Prisoner 709               | Michele Salvemini                                                         | con John De Leo                                                 |
| L'infinto                               | 2017 | Prisoner 709               | Michele Salvemini                                                         |                                                                 |
| Autoipnotica                            | 2017 | Prisoner 709               | Michele Salvemini                                                         |                                                                 |
| Prosopagno sia!                         | 2017 | Prisoner 709               | Michele Salvemini                                                         | con John De Leo                                                 |
| Canthology                              | 2021 | Exuvia                     | Michele Salvemini                                                         | con Matthew Marcantonio                                         |
| Fugadà                                  | 2021 | Exuvia                     | Michele Salvemini                                                         |                                                                 |
| Una voce (skit)                         | 2021 | Exuvia                     | Michele Salvemini                                                         |                                                                 |
| El sendero                              | 2021 | Exuvia                     | Michele Salvemini, Michael Domenzain Suárez                               | con Mishel Domenssain                                           |
| Campione dei novanta                    | 2021 | Exuvia                     | Michele Salvemini, Oscar Giammarinaro, Martino Tempesta, Alessandro Rella |                                                                 |
| La matrigna (skit)                      | 2021 | Exuvia                     | Michele Salvemini                                                         |                                                                 |
| Contronatura                            | 2021 | Exuvia                     | Michele Salvemini                                                         |                                                                 |
| Eterno paradosso                        | 2021 | Exuvia                     | Michele Salvemini                                                         |                                                                 |
| Marco e Ludo (skit)                     | 2021 | Exuvia                     | Michele Salvemini                                                         |                                                                 |
| La scelta                               | 2021 | Exuvia                     | Michele Salvemini                                                         |                                                                 |
| Azzera pace                             | 2021 | Exuvia                     | Michele Salvemini                                                         |                                                                 |
| Eyes Wide Shut                          | 2021 | Exuvia                     | Michele Salvemini                                                         |                                                                 |
| Ghost Memo (skit)                       | 2021 | Exuvia                     | Michele Salvemini                                                         |                                                                 |
| Come Pripyat                            | 2021 | Exuvia                     | Michele Salvemini                                                         |                                                                 |
| Il mondo dopo Lewis Carroll             | 2021 | Exuvia                     | Michele Salvemini                                                         |                                                                 |
| Pi Esse (skit)                          | 2021 | Exuvia                     | Michele Salvemini                                                         |                                                                 |
| Zeit!                                   | 2021 | Exuvia                     | Michele Salvemini                                                         |                                                                 |
| La certa                                | 2021 | Exuvia                     | Michele Salvemini                                                         |                                                                 |
| Exuvia                                  | 2021 | Exuvia                     | Michele Salvemini                                                         |                                                                 |